# Kelobak
Kelobak is een bestuurslaag in het regentschap Kepahiang van de provincie Bengkulu, Indonesië. Kelobak telt 1334 inwoners (volkstelling 2010).